# Óxido de plomo(IV)

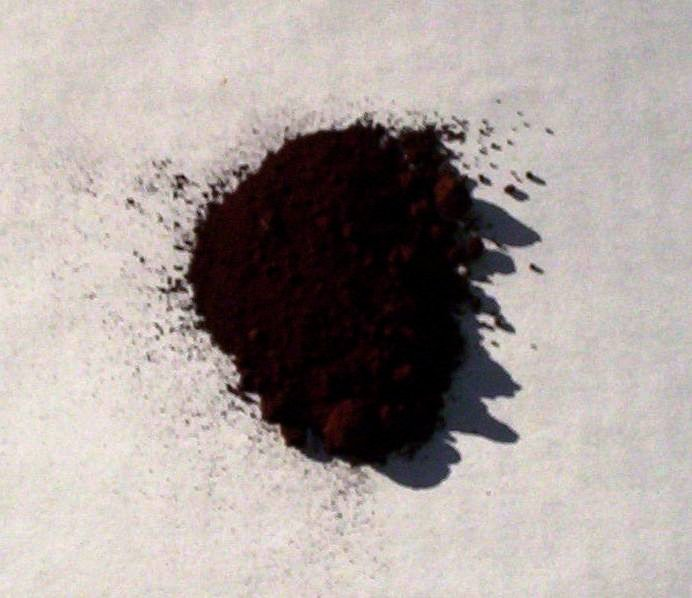
Óxido de plomo(IV)

El óxido de plomo(IV), también conocido como dióxido de plomo, es un compuesto químico. Está compuesto de plomo en su estado de oxidación +4. Es un agente oxidante. Es un polvo tóxico de color marrón oscuro. Se utiliza en la batería de ácido de plomo para oxidar el plomo, que genera electricidad. Su fórmula química es PbO2.